# 탈라만카노랑어깨박쥐
탈라만카노랑어깨박쥐(Sturnira mordax)는 주걱박쥐과(신세계잎코박쥐과)에 속하는 박쥐의 일종이다. 코스타리카와 파나마에서만 발견된다. 알려진 아종은 없다.

## 특징
비교적 작은 박쥐로 성체의 머리부터 몸까지 길이는 6cm에 불과하고 몸무게는 20~28g이다. 수컷이 암컷보다 크다. 겉모습은 고지대노랑어깨박쥐와 유사하지만 털 색이 더 진하고 균일하고, 머리가 더 좁고 길며, 송곳니가 더 크다. 앞팔은 길이의 약 1/3이 두꺼운 털로 덮여 있고 뒷발에는 털이 드문 드문 나 있다. 다른 특징은 끝이 패인 이주와 윗턱 중간 앞니 각각에 두개의 돌출부이다. 잎코는 비교적 단순하고, 귀는 짧고 뾰족하며 꼬리는 없다. 탈라만카노랑어깨박쥐의 생태는 거의 알려져 있지 않지만, 연중 번식을 하는 것으로 간주된다.

## 분포 및 서식지
탈라만카노랑어깨박쥐는 1938년 고드윈(George Goodwin)이 처음 기술했고, 원래는 코스타리카에서만 알려졌다. 1980년대 파나마에서도 서식하는 것이 발견되었지만, 콜롬비아와 에콰도르에서 서식한다는 보고는 논란이 되고 있다. 해발 최대 3000m 높이의 습윤 열대 숲에서 서식하며, 케크로피아속(Cecropia)과 안투리움속(Anthurium), 켄트로포곤속(Centropogon), 파초속과 같은 식물의 열매를 먹는다. 이전에는 더 낮은 고도에서 서식하기도 했지만, 최근 현지의 평균 기후 변화 때문에 해발 약 1250m 이하에서는 거의 발견되지 않는다.